# Pucatherium
Pucatherium ist eine ausgestorbene Gattung der Gürteltiere. Sie lebte vom Unteren bis Oberen Eozän vor rund 50 bis 33 Millionen Jahren im zentralen Südamerika. Funde umfassen ein Teilskelett und mehrere isolierte Knochenplättchen des Panzers, die in verschiedenen Gesteinseinheiten im nördlichen Argentiniens zu Tage traten. Die Tiere von der Größe heutiger Langnasengürteltiere zeichneten sich durch eine Panzerbildung aus, die nur aus beweglichen Bändern bestand. Vermutlich gehört Pucatherium dadurch gemeinsam mit Lumbreratherium aus der gleichen Region einer sehr basalen Gruppe innerhalb der Gürteltiere an. Die Gattung wurde im Jahr 2012 wissenschaftlich eingeführt. Es ist eine Art anerkannt.

## Merkmale

### Skelettmerkmale
Von Pucatherium sind sowohl isolierte Osteoderme als auch ein Teilskelett erhalten, das den Rückenpanzer, den Schwanzpanzer und einige postcraniale Elementen umfasst. Der Schädel ist bisher nicht überliefert. Anhand der Funde kann für Pucatherium eine Größe vergleichbar zum Neunbinden-Gürteltier (Dasypus novemcinctus) angenommen werden. Der Wirbelsäule können vier Brust-, sechs Lenden-, acht Kreuzbein- und acht Schwanzwirbel zugewiesen werden. An den Lendenwirbeln waren die typischen xenarthrischen Gelenke als Definitionsmerkmale der Nebengelenktiere an den Seitenfortsätzen ausgebildet. Die Kreuzbeinwirbel vereinten sich zum gürteltiertypischen Synsacrum. Am Oberarmknochen saß ein vergrößerter Gelenkkopf auf, ähnlich wie bei den Langnasengürteltiere (Dasypus) und den Borstengürteltieren (Chaetophractus). Im Gegensatz zu diesen war der Hals des Gelenkkopfes bei Pucatherium aber besser definiert. Der große Vorsprung überragte den Gelenkkopf deutlicher als bei den rezenten Gürteltieren. Auch am Oberschenkelknochen zeigte sich der Gelenkhals stärker entwickelt als bei den heutigen Arten. Neben den gut ausgebildeten Großen und Kleinen Rollhügel bestand wie bei den anderen Gürteltieren ein dritter Rollhügel. Er erhob sich etwas unterhalb der Mitte des Schaftes und lag damit tiefer als bei den meisten rezenten Formen. Schien- und Wadenbein waren sehr robust und kurz, vergleichbar zum heutigen Riesengürteltier (Priodontes). Am Schaft des Schienbeins bestanden nur wenig charakteristische Knochenrippeln, dafür war der innere Knöchel kräftig gebaut. Der Fuß ist unvollständig überliefert, die Endphalange des dritten Strahls besaß jedoch einen konischen Fortsatz als Krallenunterlage.

### Rückenpanzer
Ein weitgehend vollständig überlieferter Rückenpanzer wies insgesamt 36 Reihen an Osteodermen oder Knochenplättchen auf. Hinzu kommen einzelne isoliert aufgefundene Partien mit vier beziehungsweise neun Bändern. Abweichend von den heutigen Gürteltieren, deren Panzer aus jeweils einem festen Schulter- und Beckenschild mit einer unterschiedlichen Anzahl an beweglichen Bändern dazwischen besteht, setzte sich der Rückenpanzer von Pucatherium nur aus beweglichen Bändern zusammen. Die fossile Gürteltierform ähnelte dadurch Lumbreratherium, wich aber wiederum von anderen frühen Verwandten wie Utaetus ab, deren Panzer nur im vorderen Bereich beweglich, im hinteren jedoch starr war. Die Osteoderme entlang der Rückenlinie nahmen von vorn nach hinten an Größe zu. Sie besaßen eine quadratische bis rechteckige Form mit Längen von 4,82 bis 9,60 mm und Breiten von 4,07 bis 5,52 mm. Generell waren sie relativ klein im Vergleich zu den heutigen Arten (die Länge eines Osteoderms in Bezug auf die Länge des Synsacrums beträgt bei Pucatherium rund 7 bis 8 %, bei den Borstengürteltieren hingegen 35 %). Fast die Hälfte der Länge eines Knochenplättchens wurde von der Artikulationsfläche eingenommen, welche sich unter das Osteoderm der voranliegenden Reihe schiebt und so die Bänder miteinander verbindet. Die Artikulationsfläche war bei Pucatherium deutlich länger als bei Lumbreratherium. Bei beiden Formen kamen aber einzelne Grübchen und Buckel auf der Oberfläche vor – bei ersterer deutlicher ausgeprägt als bei letzterer –, was bei den meisten anderen Gürteltieren nicht der Fall ist. Zusätzlich bestanden an den Längskanten stufenartige Bildungen, die ebenfalls Gelenkflächen im Kontakt mit benachbarten Osteodermen darstellen. Sie zogen bei Pucatherium über die gesamte Längskante, bei Lumbreratherium nur über den hinteren Abschnitt. Die äußerlich sichtbare Oberfläche eines Osteoderms zeigte eine deutliche Musterung bestehend aus drei längsorientierten Dellen, die von Grübchen und Furchen getrennt waren, in denen sich wiederum kleine Öffnungen (Foramina) befanden. Die zentrale Delle wies eine rechteckige Gestalt auf, die randlichen Figuren waren breiter und nicht durch zusätzliche Grübchen unterteilt. Letzteres ist ein Unterschied zu Lumbreratherium, dessen Randmuster sich in weitere Einzelelemente gliederte. Zusätzlich kamen einzelne Muster auf der Unterseite eines jeden Osteoderms vor, die bei anderen Gürteltieren nicht ausgebildet sind. Zum seitlichen Rand des Panzers wurden die Osteoderme kleiner, behielten aber ihre rechteckige Form bei. Die typische Musterung war hier schräg gerichtet. Am hinteren Rand traten dann ebenfalls kleine, aber teils dreieckige Knochenplättchen auf. Ihnen fehlte die typische dreireihige Musterung, auch war die Artikulationsfläche sehr kurz.
Neben dem Rückenpanzer sind noch Teile des Schwanzpanzers belegt. Die Osteoderme hier entsprachen weitgehend denen des Rückenpanzers. Ihre Länge variierte von 6,49 bis 7,90 mm, ihre Breite von 4,09 bis 4,95 mm. Abweichend von den Langnasengürteltieren waren sie nicht in Ringstrukturen eingebunden, sondern verteilten sich eher unregelmäßig wie bei einigen euphractinen Gürteltieren.

## Fossilfunde
Fossilfunde von Pucatherium sind aus mehreren Bereichen des zentralen Südamerikas nachgewiesen, vor allem aus dem nördlichen Argentinien. Der bedeutendste Fund stammt aus der Lumbrera-Formation in der Provinz Salta. Diese ist an der Ostseite der Anden in der Fundregion Pampa Grande aufgeschlossen und bildet einen Teil der übergeordneten Salta-Gruppe. Die Lumbrera-Formation wird in einen unteren und einen oberen Abschnitt gegliedert, die beide fossilführend, aber durch einen Hiatus getrennt sind. Pucatherium kam in Aufschlüssen entlang des Río Juramento zum Vorschein, welche die obere Folge der Gesteinseinheit freilegen. Diese ist hier rund 124 m mächtig und besteht aus grob geschichteten dunkel- bis hellroten Schluffsteinen sowie sandigen Schluffsteinen. Teilweise lassen sich in den Schichten einzelne begrabene Böden nachweisen. Sie gehen auf eine mit Vegetation bestandenen Überflutungsebene zurück, die sich unter temperierten Klimabedingungen mit feuchten und trockenen Jahresabschnitten entwickelt hatte. Radiometrische Analysen an Zirkon-Kristallen aus der oberen Folge der Lumbrera-Formation ergaben ein Alter von etwa 39,9 Millionen Jahren, was dem ausgehenden Mittleren Eozän entspricht. Die Wirbeltierfauna besteht hauptsächlich aus verschiedenen Vertretern an Huftieren aus der Gruppe der Meridiungulata. Von Pucatherium wurde ein schädelloses Teilskelett mit Panzer aufgedeckt. Der untere Abschnitt der Lumbrera-Formation, der nach Ergebnissen der Uran-Blei-Datierung bereits vor rund 46,2 Millionen Jahren abgelagert worden war, zeigt sich artenreicher, da hier neben den Huf- und Gürteltieren auch verschiedene Beuteltiere und andere ursprüngliche Säugetiere, zusätzlich auch Krokodile und Echsen zum Vorschein kamen. In einem Aufschluss etwas weiter westlich zu dem am Río Juramento wurden aus diesem Bereich knapp ein halbes Dutzend Knochenplättchen von Pucatherium dokumentiert, die somit zu den ältesten Nachweisen der Gattung gehören. In regionaler Nähe fand sich auch ein Skelett von Lumbreratherium als ein zu Pucatherium nahe verwandter Vertreter der Gürteltiere. Auffälligerweise überschneiden sich die Faunen der unteren und oberen Lumbrera-Formation kaum, was den sedimentologischen Hiatus widerspiegelt.
Weitere Reste von Pucatherium in Form von isolierten Knochenplättchen liegen aus der Casa-Grande-Formation in der Provinz Jujuy vor, die nördlich und westlich an Salta angrenzt. Die Casa-Grande-Formation ist ebenfalls Teil der Salta-Gruppe und korreliert zeitlich mehr oder weniger zum oberen Abschnitt der Lumbrera-Formation. Sie erreicht rund 800 m Mächtigkeit. Hauptsächlich besteht sie aus Ton- und Schluffsteinen, die nach oben in Sandsteine übergehen. Wahrscheinlich entstand die Casa-Grande-Formation unter ähnlichen Bedingungen wie die Lumbrera-Formation, aufgrund einer vergleichbaren Faunenzusammensetzung bildete sie sich ebenfalls im Mittleren Eozän. Etwa gleich alt dürfte die Quebrada-de-Los-Colorados-Formation ebenfalls in der Provinz Salta sein, aus der mehr als 160 Knochenplättchen von Pucatherium dokumentiert sind. Darüber hinaus wurden einzelne Osteoderme aus der Geste-Formation berichtet, welche sich über die Provinzen Catamarca und Salta erstreckt und westlich der Lumbrera-Formation anschließt. Als Teil der Pastos-Grandes-Gruppe in der Punaregion wird die mehr als 600 m mächtige Gesteinsfolge aus gröberen Sedimenten wie Sandsteinen und Konglomeraten als Hinterlassenschaften eines einst verzweigten Flusssystems aufgebaut. Die sehr reichhaltige Fauna schließt verschiedene Reptilien wie Krokodile, Echsen und Schlangen sowie Säugetiere ein. Auch hier dominieren Huftiere, ebenso kommt aber eine vielfältige Gürteltierfauna vor. Aus biostratigraphischer Sicht datiert die Geste-Formation in das Mittlere bis Obere Eozän. Östlich anschließend wurden knapp drei Dutzend Osteoderme aus den oberen Abschnitten der Río-Nío-Formation in der Provinz Tucumán berichtet, welche gleichfalls eozänen Alters ist. Die entsprechenden Fundstellen befinden sich im Einflussbereich der Talsperre El Cadillal nahe der Mündung des Río Tapia in den Stausee. Als Begleitfauna zu den Gürteltierresten treten Vögel, Krokodile und Fische in Erscheinung.

## Systematik
Pucatherium ist eine ausgestorbene Gattung aus der Gruppe der Gürteltiere (Dasypoda). Die heute lebenden Gürteltiere werden insgesamt zwei Familien zugewiesen, den Dasypodidae mit den Langnasengürteltieren und den Chlamyphoridae mit allen anderen Vertretern. Charakteristische Kennzeichen der Gürteltiere finden sich in dem Rückenpanzer mit beweglichen Bändern zwischen zwei starren Schilden und in den stiftartigen Zähnen. Sowohl skelettanatomisch als auch molekulargenetisch lassen sich auch die ebenfalls ausgestorbenen Glyptodontidae in die Gürteltiere einreihen, deren gemeinsame Merkmale wiederum einen festen, unbeweglichen Panzer und lappenförmige Zähne zur Aufnahme pflanzlicher Nahrung einschließen. Aus anatomischen Gründen können den Glyptodonten die Pampatheriidae zur Seite gestellt werden, die äußerlich allerdings eher den Gürteltieren glichen. Die Dasypoda stellen einen Teil der Ordnung der Gepanzerten Nebengelenktiere (Cingulata) dar. Innerhalb dieser Ordnung gelten aus phylogenetischen Erwägungen die Peltephilidae als Schwestergruppe der Dasypoda. Pucatherium steht an der Basis der Entwicklung der Gürteltiere. Dessen nächster Verwandter findet sich wahrscheinlich in Lumbreratherium, welches mit einem Teilskelett aus der Lumbrera-Formation im nördlichen Argentinien überliefert ist. Die enge Beziehung der beiden Gattungen zeigen unter anderem die ausgeprägten Buckelchen auf der Artikulationsseite und auf der Unterfläche sowie die zusätzlichen seitlichen Gelenkflächen der Knochenplättchen an. Letzteres wird als „pucatheriines Muster“ bezeichnet.
Die Gattung Pucatherium wurde im Jahr 2012 von Claudia M. R. Herrera und Forscherkollegen wissenschaftlich erstbeschrieben. Grundlage hierfür bilden einzelne Osteoderme aus der Casa-Grande-Formation in der argentinischen Provinz Jujuy (Exemplarnummer PVL 6398). Der Gattungsname setzt sich aus dem Quechua-Wort für „rot“ und dem griechischen Wort θηρίον (thērion) für „Tier“ zusammen. Ersteres bezieht sich auf die vorherrschende Farbe der Gesteinseinheit, in der Fossilien eingeschlossen waren, letzteres ist ein häufig bei Säugetieren verwendeter Zusatz. Als einzige Art wurde P. parvum benannt (ursprünglich mit P. parvus bezeichnet, im Jahr 2016 aber in P. parvum korrigiert). Das Artepitheton ist wiederum lateinischen Ursprungs und bedeutet „klein“.